# Свети Георги (Периволи)
Вижте пояснителната страница за други значения на Свети Георги.
„Свети Георги“ (на гръцки: Αγίου Γεωργίου) е възрожденска православна църква в гревенското пиндско село Периволи, Егейска Македония, Гърция, част от Гревенската епархия на Вселенската патриаршия.
Църквата е издигната в 1760 година. В нея са запазени ценен резбован иконостас, стенописи, старинни икони и евангелие от 1500 година. Запазените в църквата стенописи от местни майстори се отличават с разнообразието си от цветове и са едни от най-забележителните в района.
В 1985 година църквата е обявена за защитен паметник.